# Der letzte Berliner
Der letzte Berliner (hebräischer Originaltitel: הברלינאי האחרון) ist ein Roman des israelischen Schriftstellers Yoram Kaniuk aus dem Jahr 2002. Der Roman widmet sich in Form von skizzenhaften und teils auch fiktionalen Tagebuch-Einträgen den Erlebnissen und Auseinandersetzungen des israelischen Autors mit Nachkriegsdeutschland. Hierbei wird immer wieder auf die Geschichte der Juden in Deutschland, die Schoah und die Nachkriegsbeziehungen zwischen Juden und Deutschland eingegangen. Gemäß den Aussagen des Autors ist das Buch für ein israelisches wie auch für ein deutsches Publikum geschrieben worden, wobei die hebräische Originalversion erst 2004 in Israel veröffentlicht wurde.

## Zusammenfassung

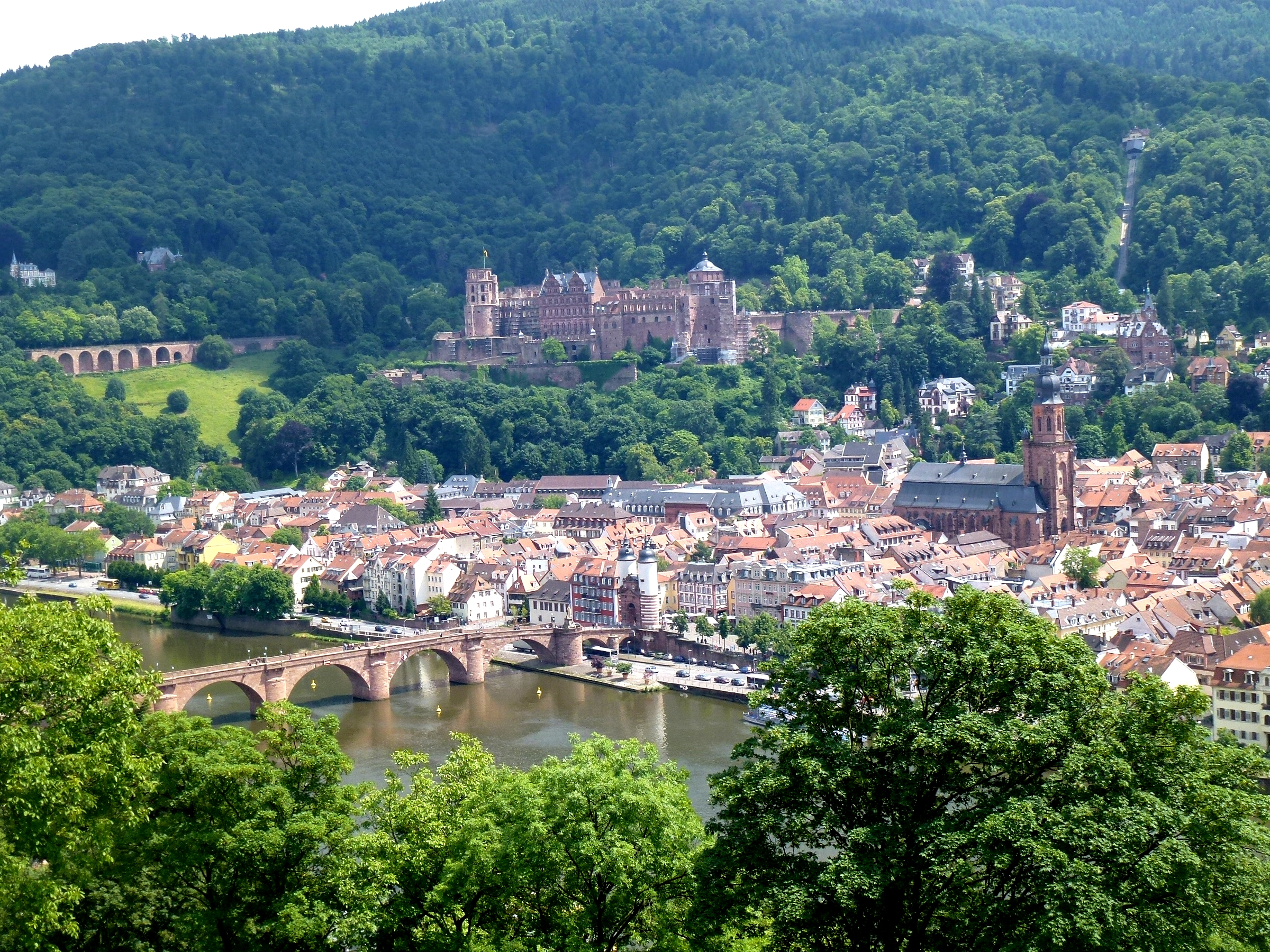
Der Philosophenweg in Heidelberg bildet zusammen mit der Universität einen bedeutenden Sehnsuchtsort des Vaters in Israel

Auf eine Einladung des deutschen Bundespräsidenten Richard von Weizsäcker im Jahr 1985 hin besucht der israelische Schriftsteller Yoram Kaniuk zum ersten Mal Deutschland. Der Vater des Autors, der erste Direktor des Kunstmuseums von Tel Aviv, absolvierte in den 1920er Jahren sein Studium an der Universität Heidelberg und verbrachte danach einige Jahre in Berlin. Nach der Machtübernahme der Nationalsozialisten sah sich dieser allerdings gezwungen, zusammen mit seiner schwangeren Frau ins Britische Mandatsgebiet Palästina zu fliehen. Vor diesem Hintergrund, dem Verlust der deutschen Sprache und Kultur seines Vaters und dem bevorstehenden Völkermord an den Juden in Europa durch die Nationalsozialisten, reist der Autor schließlich in das Land seiner Vorfahren.
Über eine Zeitspanne von knapp zwanzig Jahren hinweg schildert der Autor dabei seine persönlichen Eindrücke, welche den Verlust der deutsch-jüdischen Kultur nach dem Jahr 1945 beklagen, sich aber auch mit dem Grauen der Schoah und der deutschen Nachkriegsverantwortung in West- und Ostdeutschland gleichermaßen auseinandersetzen. Der Autor schreibt hier unter anderem über seine Zusammenkünfte mit den beiden Schriftstellern Heinrich Böll und Günter Grass, liefert aber auch eine kritische Auseinandersetzung mit Marcel Reich-Ranicki sowie ganz allgemein eine Vielzahl von Begegnungen mit Bürgern Deutschlands aus unterschiedlichen Lebensbereichen.
Auf der anderen Seite befasst sich der Roman auch mit den Holocaust-Überlebenden in Israel. Vornehmlich mit der Melancholie seines Vaters für die Ideale der deutschen Aufklärung, dem Glanz der deutschen Akademien und des Humboldtschen Bildungsideals (im Besonderen in Heidelberg),  den kulturellen Leistungen der jüdischen Gemeinschaft im deutschen Sprachraum und dem Verrat der christlichen Deutschen gegenüber den jüdischen Mitbürgern im Jahr 1933. Ganz allgemein wird aber auch immer wieder anhand von exemplarischen Beispielen auf das schwierige Schicksal der Jeckes und ihrer „Integration“ in Israel eingegangen.

## Ausgaben
- Yoram Kaniuk: Der letzte Berliner. List Verlag, München 2002, ISBN 3-471-79454-9.
- Yoram Kaniuk: Le dernier Berlinois. Fayard, Paris 2003, ISBN 2-213-61656-6. (französisch)
- Yoram Kaniuk: הברלינאי האחרון. Jediot Acharonot Verlag, Tel Aviv 2004, ISBN 965-511-330-2. (hebräisch)